# Мазаинас
Мазаи́нас (итал. Masainas) — коммуна в Италии, располагается в регионе Сардиния, в провинции Южная Сардиния.
Население составляет 1 263 человека (30-06-2019), плотность населения составляет 53,31 чел./км². Занимает площадь 23,69 км². Почтовый индекс — 9010. Телефонный код — 0781.
Покровителем коммуны почитается святой Иоанн Креститель, празднование 24 июня.

## Демография
Динамика населения:

## Администрация коммуны
- Официальный сайт: https://web.archive.org/web/20100114132014/http://www.comune.masainas.ca.it/